# Descente (ski alpin)
Pour les articles homonymes, voir Descente.

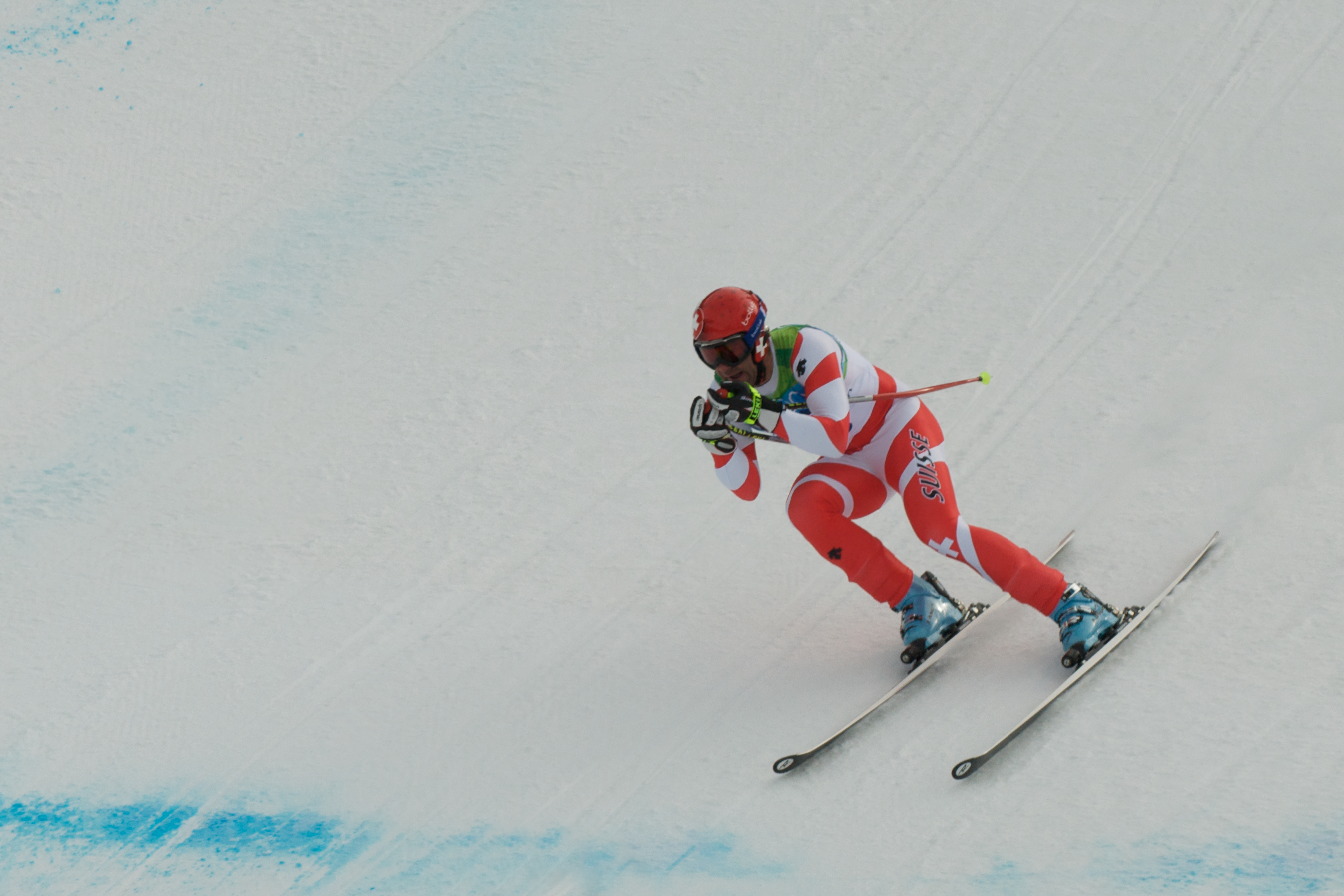
Didier Défago réalisant une descente lors des Jeux olympiques d'hiver de 2010.

La descente est une discipline du ski alpin créée par Arnold Lunn en 1911 à Montana en Suisse. La descente est la plus vieille discipline sportive du ski alpin et est surnommée aujourd'hui la « discipline reine ». C'est la discipline la plus rapide et ses parcours sont les plus longs des épreuves de ski alpin.

## Description
La descente combine la vitesse à l'état pur, la maîtrise technique et un courage à toute épreuve. Aujourd'hui, les descendeurs atteignent dans leur course des vitesses de pointe de plus de 140 km/h. Le dénivelé est de l'ordre de 800 m à 1 100 m pour les hommes et de 500 m à 800 m pour les femmes. Les portes, qui doivent être larges d'au moins 30 mètres, sont matérialisées par deux banderoles soutenues par des piquets. Des virages larges, des sauts, des compressions et de grandes lignes droites caractéristisent le parcours en fonction du modelé du terrain. En raison du danger et de l'engagement nécessaire, les skieurs s'entraînent plusieurs fois sur le parcours avant la course, une particularité de cette discipline. Le vainqueur est celui qui réalise le meilleur temps.
La moindre petite erreur à ces vitesses et sur de tels parcours engendre souvent des chutes spectaculaires, des blessures et exceptionnellement des décès. La piste la plus célèbre est la Streif à Kitzbühel, en Autriche, extrêmement exigeante techniquement et physiquement, sur laquelle seules des épreuves masculines sont organisées. Les coureurs atteignent généralement les vitesses les plus rapides du circuit (entre 140 et 150 km/h) sur la piste du Lauberhorn à Wengen, en Suisse. Les mesures de sécurité ne cessent de s'accroître depuis la fin des années 1950. Les arbres sont protégés par de grandes bâches, on utilise aussi des filets qui sont placés tout le long de la piste. La neige est préparée plusieurs jours à l'avance, afin qu'elle soit suffisamment lisse et glacée pour la course.

## Histoire
La descente et le slalom spécial sont les plus anciennes disciplines du ski alpin moderne. Ils se disputent depuis le premier Championnat du monde de ski alpin en 1931 et font partie du programme des Jeux olympiques d'hiver de 1948. La Coupe du monde de ski alpin a été instaurée pour la première fois en 1967, lorsque la Fédération internationale de ski a créé le circuit de Coupe du Monde. Au départ, les portes n’existaient pas en descente et par conséquent l'athlète avait à disposition toute la piste et il pouvait choisir la meilleure trajectoire.
Chez les hommes, le meilleur descendeur de tous les temps est l'Autrichien Franz Klammer, qui a obtenu tout au long de sa carrière 25 victoires en Coupe du monde et 5 premières places au classement de la Coupe du monde de descente entre 1975 et 1983. Ces records sont encore inégalés aujourd'hui. En ce qui concerne les femmes, le record de victoires est détenu par l'Américaine Lindsey Vonn avec 43 victoires et 8 victoires finales en Coupe du monde de descente,  devant l'Autrichienne Annemarie Moser-Pröll qui est montée 36 fois sur la plus haute marche du podium et a remporté 7 fois la Coupe du monde de descente.